# Snushanerne
Snushanerne er en dansk film fra 1935. Udsendt 1936. En let film med en god smuglerfarcehandling.
- Manuskript og instruktion Alice O'Fredericks og Lau Lauritzen jun.

## Medvirkende
- Ib Schønberg
- Arthur Jensen
- Sigurd Langberg
- Lau Lauritzen jun.
- Per Gundmann
- Eigil Reimers
- Kai Holm
- Connie Meiling
- Holger Strøm
- Victor Cornelius
- Carl Viggo Meincke